# Edy Havlicek
Edy Havlicek, właśc. Eduard Havlicek (ur. 20 lutego 1912 w Wiedniu, zm. ?) – austriacki trener piłkarski. Brat innego trenera, Viktora Havlicka.

## Kariera
Havlicek karierę trenera rozpoczął w 1941 roku w drużynie TuRa Bonn. W 1948 roku został szkoleniowcem Borussii Dortmund, grającej w Oberlidze. W sezonie 1948/1949 wywalczył z nią wicemistrzostwo Niemiec. Borussię trenował do 1950 roku. Następnie prowadził inne zespoły Oberligi – STV Horst-Emscher oraz Stuttgarter Kickers, a w 1955 roku został selekcjonerem reprezentacji Luksemburga. W roli tej zadebiutował 10 kwietnia 1955 w przegranym 1:3 towarzyskim meczu z Portugalią. Kadrę Luksemburga poprowadził jeszcze w dwóch spotkaniach, a potem przestał być jej trenerem.
W kolejnych latach Havlicek był szkoleniowcem Borussii Neunkirchen (Oberliga), FC Singen 04 (2. Oberliga), Stade Dudelange, TuS Eving-Lindenhorst oraz Unionu Ohligs.